# Vlag van Garijp

Vlag van Garijp

De vlag van Garijp is de dorpsvlag van het Nederlandse dorp Garijp, in de Friese gemeente Tietjerksteradeel. De vlag werd in 1984 geregistreerd.
Bij gemeenteraadsbesluit van 22 november 1984 zijn een wapen en een vlag vastgesteld voor de 16 dorpen van de gemeente Tietjerksteradeel. Het ontwerp van de vlag is van de hand van Piet Bultsma.

## Beschrijving
De beschrijving van de vlag is als volgt:
Vijf hoogtebanen van groen-wit-rood-wit-groen, in de verhouding 2:1:2:1:2.
De kleuren zijn afkomstig van het dorpswapen.

## Symboliek
- Groene banen: staan voor het bos rond het dorp.[2]
- Witte randen: beelden het water uit in de omgeving van het dorp.[2]
- Rode baan: verwijzing naar de plaatsnaam die bestaat uit "ga" (dorp of dorpsgebied) en "ryp" (landstrook). De rode baan symboliseert het dorpsgebied.[2]

## Zie ook

Wapen van Garijp